# Lauda

Lauda é um nome genérico dado a cada um dos lados de uma folha de papel, a uma folha de papel impressa ou datilografada ou a uma página, mas também pode referir-se a alguns padrões de paginação (margens, fontes, espaçamentos etc) ou a uma medida convencionada, variável, usada em setores editoriais,  jornalísticos, comerciais e acadêmicos como quantidade de texto a ser produzido, editado ou traduzido, e, especificamente, uma folha impressa com marcas de contagem de toques padronizada por órgão de imprensa ou editora, utilizada para a elaboração de textos originais para publicação jornalística ou editorial.
A produção de textos em computadores transformou o sentido da lauda como medida de quantidade de material textual. Usa-se a quantidade de caracteres (incluindo ou não os espaços) ou de palavras, função automática nos programas editores de texto.

## Lauda jornalística ou editorial
Como item físico de trabalho em produção gráfica, lauda é uma folha de papel usada para o trabalho jornalístico ou editorial, com uso posterior à invenção das máquinas de escrever mecânicas (datilografia) e anterior à diagramação por editoração eletrônica e computação. 
Uma lauda jornalística ou editorial possuía marcações impressas em apenas um dos lados, delimitando espaços para identificação (nomes de repórter ou redator, título, seção etc.), instruções gráficas (determinações destinadas à composição), margens para uso ao datilografar, números de toques para datilografia (horizontalmente, para contagem de caracteres e espaços) e numeração de linhas (verticalmente, para contagem das linhas datilografadas). O número de toques por linha é sempre estável porque os tipos de uma máquina de escrever mecânica tinham sempre a mesma largura (mesmo o “i” e o “m”). A lauda só podia ser usada por quem datilografa nela na face impressa com marcações; em alguns casos, quando bem mais comprida do que larga, era denominada “linguado”.
A conformação da lauda permitia a padronização ou uniformização dos originais datilografados, facilitando o cálculo da quantidade de material textual, ou seja, o resultado matemático da multiplicação do número total de toques pelo número de linhas, necessário à contabilização de custos editoriais ou gráficos e o adequado prosseguimento dos trabalhos de preparação da diagramação (projeto visual das páginas de um periódico ou livro) ou para elaboração de artes-finais ou matrizes para impressão. Com o uso de laudas, o cálculo editorial para artes gráficas era feito pela quantidade de toques (caracteres e espaços) e não de palavras.
As laudas mais comuns eram encontradas impressas em formatos ou tamanhos de papel variados, usualmente entre 21,0 x 29,7 cm (A4, internacional) e 22 x 33 cm, além dos formatos com uso dominante nos Estados Unidos e Canadá chamados de “carta”, com 21,6 x 27,9 cm (ANSI A ou letter, 8½ x 11 polegadas), “ofício”, com 21,6 x 35,6 (legal, 8½ × 14 polegadas), e “ofício 2”, com 21,6 x 33,0 cm (government legal, foolscap ou folio, 8½ x 13 polegadas). Se uma lauda fosse impressa por gráfica pertencente a editora de livros ou a empresa jornalística, poderia ser produzida em um formato optimizado pela adequação às subdivisões das dimensões do papel mais usado (por exemplo, de folhas 66 x 96 cm, papel em rolo etc.).
Geralmente no canto superior direito da lauda havia espaço demarcado para colocação da sua numeração. Durante o uso, deveriam ser produzidas cópias por papel carbono ou fotocópias, como segurança ao extravio. Era comum possuírem 54, 65 ou 72 toques por linha e 34, 32 ou 30 linhas por lauda. Usualmente a marcação exigia linhas em espaço duplo, também chamado de “espaço dois”. Cada empresa do setor editorial possuía sua própria lauda impressa, geralmente com especificações próprias, inclusive quanto ao número de toques e de linhas, e identificada com marca, logomarca ou logotipo. Hoje as laudas físicas (datilografadas) não são mais utilizadas, mas seu significado e entendimento migrou como referência para cálculos e precificação de trabalhos de revisão textual e tradução, em que a unidade de referência é o número de laudas (com o número de caracteres ou palavras especificado pelo profissional que oferece o seu serviço).
Em algumas situações, lauda também pode ser a designação genérica de cada folha de um original, escrita de um só lado, mesmo que ela seja manuscrita.  

## Lauda como quantificação de texto
A lauda é uma página-padrão, uma variável auxiliar usada para estimar o tamanho de um manuscrito ou original para revisão, tradução ou publicação. Nos ramos literário, editorial, jornalístico e similares, a lauda, lauda padrão ou página padrão serve como uma base para o cálculo do trabalho ou dos honorários de digitadores, jornalistas, redatores, tradutores, revisores ou editores. Em todos os casos, as laudas têm como subdivisão a linha-padrão, contada em caracteres (para quantificação precisa) ou palavras. Dependendo do trabalho ou da sua finalidade, os espaços vazios também podem ser computados nos custos.
Como medida de quantidade de texto, a lauda pode ter grande variação. Originalmente, em máquinas de escrever, alguns jornais estipulavam laudas de 20 linhas por 60 caracteres em cada linha, o que resultava em laudas de 1200 caracteres. Mas outros veículos estipulavam 25 linhas de 65 caracteres, o que resultava em 1625 caracteres. Hoje, conforme as medidas sugeridas pelas normas da Associação Brasileira de Normas Técnicas, como a ABNT NBR 14724:2011, uma página de texto pode conter mais de 3000 caracteres. Portanto, "lauda" como medida de caracteres precisa ser acompanhada, sempre, da especificação quantitativa: diz-se, por exemplo, "uma lauda de 1.250 caracteres com espaços" (comum em revisão e tradução, embora haja outros padrões), ou "uma lauda literária de 2.100 caracteres".
Em algumas normas técnicas, como na ABNT NBR 6028:2021, para resumo, resenha e recensão, as quantificações são em palavras, o que está em acordo a demanda de esses metadados em algumas plataformas para periódicos acadêmicos (como em OJS, Open Journal Systems).
Para trabalhos acadêmicos, como artigos científicos e trabalhos de conclusão de cursos segundo as normas ABNT NBR 14724:2011, as medidas padrão para a formatação de uma página são:
- 5 linhas
- Margem superior: 3,0 cm
- Margem inferior: 2,0 cm
- Margem direita:  2,0 cm
- Margem esquerda: 3,0 cm
- Citações: segundo as normas ABNT NBR 10520:2002, citações com mais de 3 linhas devem ter seu próprio parágrafo com fonte em tamanho menor que o do texto, com 4 cm de recuo em relação à margem esquerda.[11]
- Espaçamento das linhas: 1½ (50% maior que o tamanho da fonte)
- Tamanho de letra: sugere-se corpo 12
- Tipo de letra: sugere-se Times New Roman ou Arial
- Formato de papel: A4

Já na televisão, as medidas padrões para a formatação de uma lauda são:
- Margem superior: 2,5 cm
- Margem inferior: 2,5 cm
- Margem direita: 3,0 cm
- Margem esquerda: 3,0 cm
- Tamanho de letra: 12
- Tipo de letra: Times New Roman (fonte serifada)
- Formato de papel: Carta

Para tradução, a configuração da lauda deve ser dependente do tipo de tradução. Na tradução literária, há 30 linhas com até 70 toques (ou caracteres), resultando em 2.100 toques. Na tradução juramentada, utiliza-se como padrão a lauda de 1.000 caracteres sem espaços (conforme o § 2.° da Deliberação Jucesp No. 05, de 10/11/2011). 
Uma lauda jornalística, se por exemplo contivesse um número entre 20 e 25 linhas, com 60 a 70 caracteres por linha, conteria um total entre 1200 a 1750 caracteres por lauda..
Em função da enorme variação no número total de linhas e caracteres abarcados pelo conceito de lauda, e como atualmente a produção textual é feita em computador, recomenda-se medir a quantidades de caracteres, incluindo-se os espaços, através do recurso apropriado dos editores de texto. Na diagramação, é recomendável o uso da pré-diagramação com um texto falso (copy fit) contendo contadores de caracteres.